# اینگو ایدیاکز
اینگو ایدیاکز (انگلیسی: Iñigo Idiakez؛ زادهٔ ۸ نوامبر ۱۹۷۳) بازیکن فوتبال اهل اسپانیا است.
از باشگاه‌هایی که در آن بازی کرده‌است می‌توان به باشگاه فوتبال دربی کانتی، باشگاه فوتبال رایو وایکانو، باشگاه فوتبال کویینز پارک رنجرز، باشگاه فوتبال رئال سوسیداد، باشگاه فوتبال رئال اویدو، و باشگاه فوتبال ساوت‌همپتون اشاره کرد.
وی همچنین در تیم‌های ملی فوتبال زیر ۲۱ سال اسپانیا و زیر ۲۳ سال اسپانیا بازی کرده‌است.